# امپراتور نینتوکو
امپراتور نینتوکو (انگلیسی: Emperor Nintoku) بر اساس سنتی فهرست امپراتوران ژاپن شانزدهمین امپراتور ژاپن بود. به دلیل شهرت او به نیکی که از تصویرهای کوجیکی و نیهون شوکی به دست می‌آید، گاهی از او به عنوان امپراتور مقدس (聖帝 هیجیری-نو- میکادو) یاد می‌شود. در حالی که وجود او به‌طور کلی به عنوان یک واقعیت پذیرفته شده است، هیچ تاریخ مشخصی را نمی‌توان به زندگی یا سلطنت نینتوکو اختصاص داد. به‌طور سنتی در نظر گرفته می‌شود که او از ۳۱۳ تا ۳۹۹ سلطنت کرده است،</ref>
اگرچه این تاریخ‌ها مورد تردید علما است.

## روایت افسانه ای
ژاپنی‌ها به‌طور سنتی وجود تاریخی نینتوکو را پذیرفته‌اند و مقبره ای ("میساساگی") برای نینتوکو در حال حاضر نگهداری می‌شود. اطلاعات موجود زیر از شبه‌تاریخ کوجیکی و نیهون شوکی گرفته شده است، که در مجموع به عنوان کیکی (記紀) یا تواریخ ژاپنی شناخته می‌شوند. این وقایع نگاری شامل افسانه‌ها و اسطوره‌ها و همچنین حقایق تاریخی بالقوه است که از آن زمان تاکنون در طول زمان  اغراق‌آمیز و/یا تحریف شده‌اند. «کیکی» بیان می‌کند که نینتوکو در سال ۲۹۰ بعد از میلاد از ناکاتسوهیمه نو میکوتو (仲姫命) به دنیا آمد و نام او اوهوسازاکی نو میکوتو (大鷦鷯尊) بود. طبق «نیهون شوکی»، او چهارمین پسر امپراتور اوجین بود.

## اطلاعات شناخته شده
نینتوکو توسط مورخان به عنوان فرمانروایی در اوایل قرن پنجم تلقی می‌شود.
که وجودش به‌طور کلی به عنوان واقعیت پذیرفته می‌شود، بدون نسبت دادن همه چیزهایی که ادعا می‌شود او انجام داده است. عنوان معاصر نینتوکو «تننو» نبود، زیرا اکثر مورخان معتقدند این عنوان تا زمان سلطنت امپراتور تنمو و امپراتریس جیتو معرفی نشده بود. در عوض، احتمالاً سومرامیکوتو یا آمه نو شیتا شیروشیمسو اوکامی (治天下大王) بوده است، به معنی «پادشاه بزرگی که بر همه چیز زیر آسمان حکومت می‌کند». یا ممکن است نینتوکو به عنوان ヤマト大王/大君 یا «پادشاه بزرگ یاماتو» نامیده شود. نام «نینتوکو» نیز ممکن است قرن‌ها پس از عمری که به او نسبت داده می‌شود، منظم شده باشد، احتمالاً در زمانی که افسانه‌هایی در مورد منشأ دودمان یاماتو به‌عنوان تواریخ‌نامه‌هایی که امروزه به نام «کوجیکی» شناخته می‌شوند جمع‌آوری شده است.